# Mir
A Mir (oroszul: Мир, jelentése: béke vagy világ) egy szovjet űrállomás, az emberiség első hosszú távú kutatóállomása volt a világűrben. Hét hermetikus modulját külön állították pályára, és azokat az űrben kapcsolták össze. A legénység a Szojuz űrhajók, később – a közös programok idején, esetenként – amerikai űrrepülőgépek révén cserélődött. Az utánpótlás szállítását Progressz űrhajók végezték.

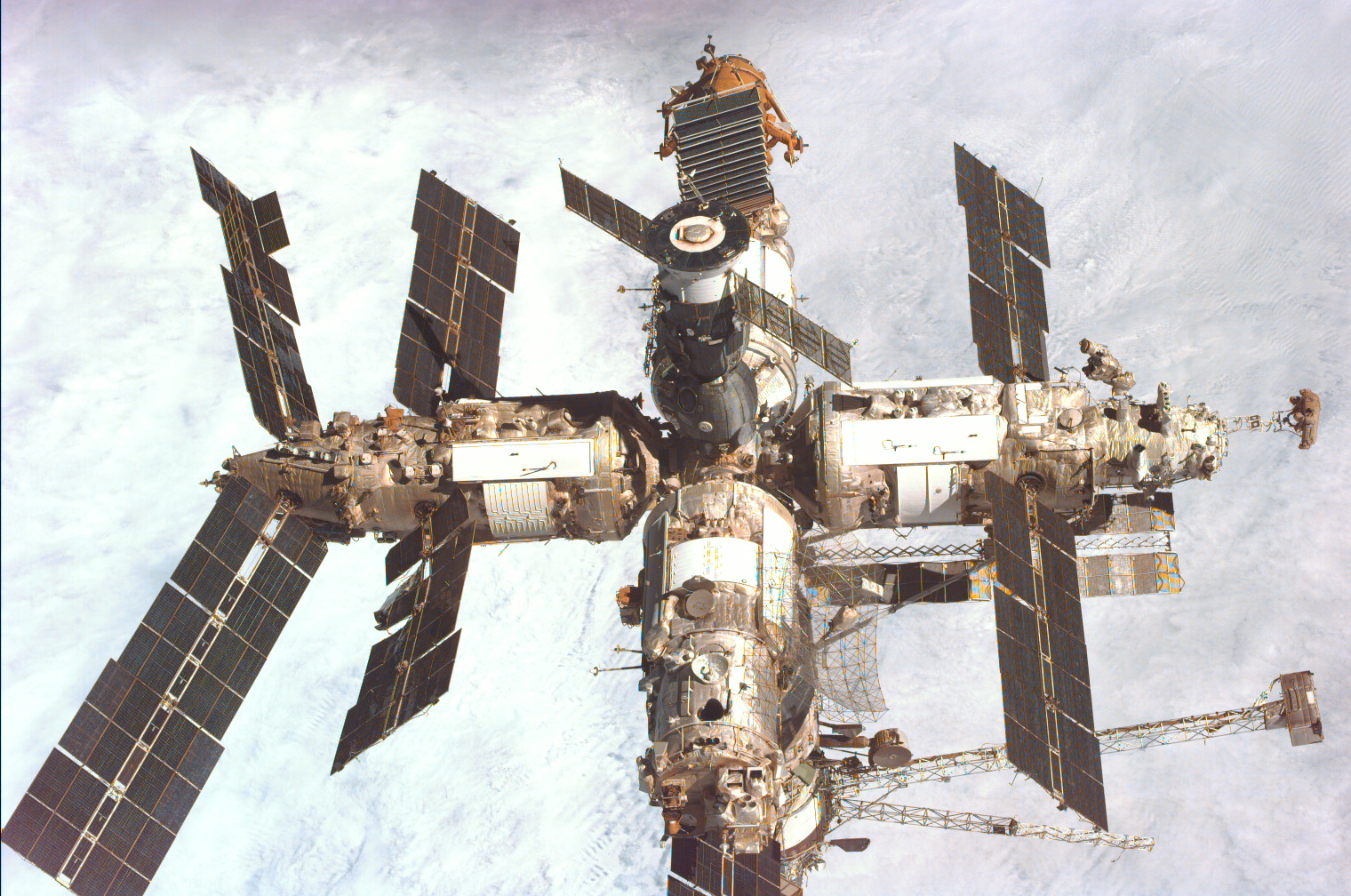
A Mir űrállomás az STS–89 küldetésen

## Történet

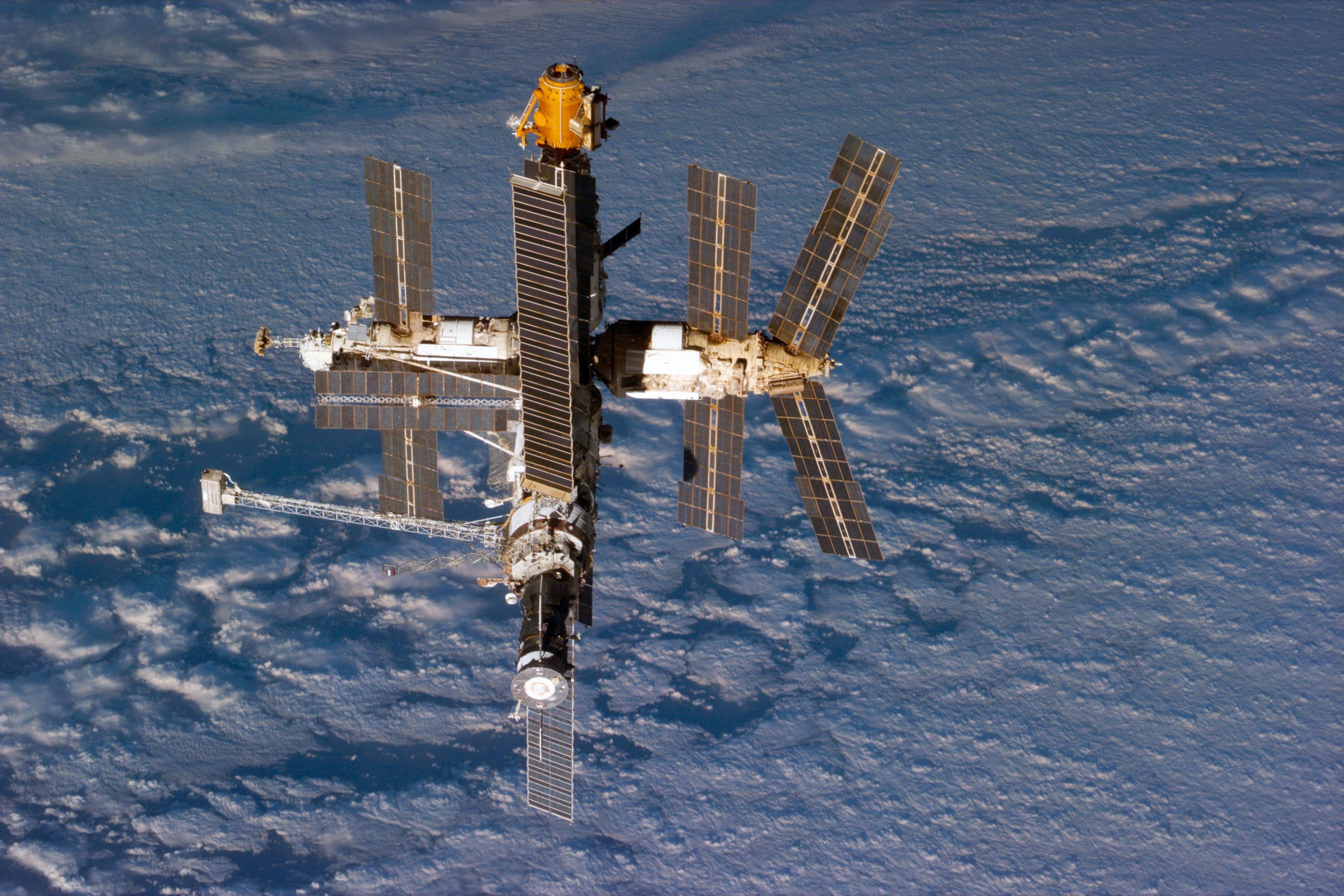
A teljesen kiépített Mir űrállomás (1996)

A Mir a korábbi szovjet Szaljut űrállomásokon alapult. Célja egy nagyméretű, lakható tudományos laboratórium biztosítása volt a világűrben.
Két rövidebb időszakot leszámítva 1999 augusztusáig folyamatosan lakott volt. Fedélzetén állította be Valerij Poljakov orosz űrhajós a jelenlegi űrrepülési időtartamrekordot, amely 437 teljes napot tett ki 1994. január 8. és 1995. március 22. között.
1997. június 24-én a Mir űrállomásnak ütközött egy orosz Progressz típusú teherűrhajó. Az űrállomás egyik modulja jelentősen megrongálódott, az energiatermelés drasztikusan lecsökkent, de az űrhajósok biztonságban megúszták.
Bár jövőbeli turisztikai hasznosítására több terv is készült, de miután az űrállomás az üzemidejét már jócskán leélte, további működtetését műszaki okokból túl kockázatosnak ítélték, s 15 éves küldetés után, 2001. március 23-án irányított manőverrel a Csendes-óceán déli része felett visszahozták a földi légkörbe, ahol megsemmisült. A Mir-korszak lezárultakor Oroszország polgári űrkutatási program nélkül maradt.

## Modulok
A Mir űrállomás több összekapcsolható modulból állt, melyeket külön állítottak pályára Proton hordozórakétákkal, leszámítva a dokkolómodult, amelyet amerikai űrrepülőgéppel indítottak.

A Mir űrállomás moduljai.

### A modulok az indítás ideje szerint
| Modul         | Indítás            | Hordozórakéta    | Dokkolás           | Tömeg     | Szerep                          | Szerkezet |
| ------------- | ------------------ | ---------------- | ------------------ | --------- | ------------------------------- | --------- |
| Központi      | 1986. február 19.  | Proton 8K82K     | -                  | 20 100 kg | Lakómodul                       |           |
| Kvant–1       | 1987. március 31.  | Proton 8K82K     | 1987. április 9.   | 10 000 kg | Csillagászati modul             |           |
| Kvant–2       | 1989. november 26. | Proton 8K82K     | 1989. december 6.  | 19 640 kg | Technológiai modul              |           |
| Krisztall     | 1990. május 31.    | Proton 8K82K     | 1990. június 10.   | 19 640 kg | Anyagtudományi modul            |           |
| Szpektr       | 1995. május 20.    | Proton 8K82K     | 1995. június 1.    | 19 640 kg | Geofizikai és földfigyelő modul |           |
| Dokkoló modul | 1995. november 12. | STS–74, Atlantis | 1995. november 12. | 6134 kg   | dokkoló modul                   |           |
| Priroda       | 1996. április 23.  | Proton 8K82K     | 1996. április 26.  | 19 000 kg | Távérzékelő modul               |           |

### Központi modul
A Központi modul biztosította a lakóhelyet az űrhajósok számára és az űrállomás irányítását. 1986. február 19-én 21:28 UTC-kor indították Bajkonuri űrrepülőtérről egy Proton 8K82K hordozórakétával. Kezdeti pályájának perigeuma 387 km, apogeuma 395 km, inklinációja 51,6°, periódusa 92,4 perc.
A Központi modul hasonlít a Szaljut–6 és Szaljut–7 űrállomásokhoz, de sok módosítás van rajta. Mivel a legtöbb műszer a modulokban foglal helyet, a Központi modulban sokkal több hely van. Hat dokkolószerkezettel látták el, ezekre csatolták később a modulokat.

### Kvant–1
A Kvant–1 eredetileg a Szaljut–7-hez kapcsolódott volna, de az építés során fellépő műszaki probléma miatt a Mirhez csatlakoztatták. A modulban helyeztek el hat giroszkópot, amelyek a tájolást segítették elő. Tudományos műszerekkel röntgen- és ultraibolya-csillagászati megfigyeléseket végeztek.
A Kvant–1 első dokkolási kísérlete 1987. április 5-én a fedélzeti tájolórendszer hibája miatt nem sikerült. A második sikertelen kísérlet után az űrhajósok űrsétán oldották meg a problémát. Törmelékdarabot találtak a modul és az űrállomás között, amely akadályozta a dokkolást. A törmelék egy teherűrhajó távolodásakor maradt hátra. Április 12-éig eltávolították a törmeléket és befejezték a rákapcsolást.

### Kvant–2
A Kvant–2 modul a TKSZ teherűrhajón alapul. Tudományos műszereket, egy új életfenntartó rendszert tartalmazott, és itt volt a személyzeti zuhanyozó. A modul külsején giroszkópok voltak. A Kvant–2-t három részre osztották. Az egyik egy nagy légzsilip, egyméteres ajtókkal az űrséták számára.

### Krisztall
A Krisztall egy technológiai, anyagtudományi, geofizikai és asztrofizikai laboratórium. Fő célja a szovjet Buran típusú űrrepülőgépeknek a Mirhez kapcsolása. Erre soha nem került sor, miután az űrrepülőgépes programot törölték. A modult később az amerikai űrrepülők kiszolgálására is használták.
A felszerelések közé tartozott a Krater–V elektromos kemence, a Szvetlana, Buket, Marina és Glazar kísérlet. A Krater–V-el gallium-arzenid és cink-oxid kristályokat állítottak elő. A Szvetlana kísérlet egy kis melegházat tartalmazott fényforrással és táprendszerrel növények termesztésére. Végül a Buket, Marina és Glazar kísérleteket ultraibolya csillagászati megfigyelésekre tervezték.

### Szpektr
A Szpektr az amerikai űrhajósok lakó- és dolgozóhelye volt. Végső helyére 1995. július 17-én kapcsolták egy robotkar segítségével.

### Dokkoló modul
Az STS–74 küldetésen az Atlantis űrrepülőgép közvetlenül kapcsolódott rá a Krisztall modulra a szovjet űrrepülőgépeknek szánt dokkolószerkezetet használva. Korábban, hogy több helyet kapjanak az űrrepülőgép és a Mir napelemtáblái között, a Krisztall modult át kellett helyezni egy másik dokkolószerkezetre. Ezzel csak egy dokkolószerkezet maradt volna a Szojuz és Progressz űrhajóknak, így lehetetlenné válik az utánpótlás szállítása és a személyzetcsere.
A problémát egy dokkoló modullal oldották meg, amelyet a Krisztall dokkolószerkezetére kapcsoltak. A Krisztallt tehát nem kellett elmozdítani és az űrrepülőgépek sem közelítették meg túlságosan a napelemtáblákat.

### Priroda
A Priroda modul távérzékelési célokat szolgált.

### Űrhajók
A Mir személyzetét Szojuz űrhajók, az utánpótlást Progressz űrhajók szállították. A Shuttle–Mir programban a szállításban részt vettek az amerikai űrrepülőgépek is. Tervezték szovjet űrrepülőgépek indítását is, de ez pénzhiány miatt elmaradt.

## Személyzet
- A Mir személyzetei